# Cybulów
Cybulów (ukr. Цибулів, Cybuliw) – osiedle typu miejskiego na Ukrainie, w obwodzie czerkaskim, w rejonie humańskim, nad Cybuliwką, dopływem Tykicza Górnego. W 2025 roku liczyło 3510 mieszkańców.

## Historia
Starodawne dziedzictwo rodziny Jańczyńskich, potem kupiony przez Annę z Chodkiewiczów Korecką, siostrę Jana Karola Chodkiewicza. Mocno zniszczony w czasie rebelii Chmielnickiego, został odbudowany dopiero w 1703. W 1725 r. od nowa nazywany „miasteczkiem”. 
Siedziba dawnej gminy Cybulów w powiecie lipowieckim Gubernia kijowska.
Podczas okupacji hitlerowskiej, w listopadzie 1941 roku Niemcy utworzyli getto dla żydowskich mieszkańców. Przebywało w nim około 500 osób. 29 maja 1942 roku Niemcy zlikwidowali getto, a żydowskich mężczyzn wywieźli do getta w Monasteryszczach, kobiety, dzieci i starców zamordowali w okolicy miasta. 
W 1989 liczyło 3974 mieszkańców.
W 2013 liczyło 3697 mieszkańców.

## Pałac
We wsi znajdował się piętrowy pałac kryty dachem czterospadowym, wybudowany w pierwszej połowie XIX wiek|XIX wieku w stylu klasycystycznym przez Hipolita Rohozińskiego. Od frontu miał portyk z sześcioma kolumnami greckimi podtrzymującymi trójkątny fronton. Obok mieścił się stary park. Obiekt został zniszczony w 1919 roku przez bolszewików.